# Isaac Orobio de Castro
Balthasar Alvares Orobio de Castro, de converso al judaísmo Isaac Orobio de Castro (Braganza, 1617 o 1620 - Ámsterdam, 7 de noviembre de 1687) fue un médico, filósofo, teólogo y escritor sefardita portugués.

## Biografía
Cuando era niño emigró con sus padres de origen judeoconverso a Sevilla. Estudió en la Universidad de Osuna y en la de Alcalá de Henares y fue maestro de metafísica en la Universidad de Salamanca. Allí se consagró al estudio de la medicina, y se convirtió en el médico del Duque de Medinaceli. Fue denunciado a la Inquisición como judaizante por un sirviente suyo y sufrió tres años de proceso y torturas, siendo finalmente condenado a llevar sambenito dos años. Entonces emigró a Toulouse, en cuya universidad fue profesor de medicina, recibiendo honores de Luis XIV; harto de simulación, emigró a la comunidad sefardí de Ámsterdam en 1662, se convirtió a la fe mosaica con el nombre de Isaac por el que es más comúnmente conocido y allí ejerció la medicina y publicó principalmente controversias teológicas, por ejemplo, Observancia de la divina ley de Moisés, donde defiende la ortodoxia judía y la inexistencia del pecado original frente a la fe de judíos disidentes, protestantes y católicos. Fue elegido miembro del directorio de la congregación judía hispanoportuguesa y de varias academias de poesía. Murió en noviembre de 1687. Esther, su mujer, le sobrevivió y murió el 5 de julio de 1712.

## Obra
- La observancia de la divina Ley de Mosseh
- Certamen Philosophicum Propugnatæ Veritatis Divinæ ac Naturalis Adversus J. Bredenburgi Principia, Ámsterdam, 1684 (reimpreso en 1703 y 1731). Traducido al español como Certamen Philosophico, Defiende la Verdad Divina y Natural Contra los Principios de Juan Bredenburg, por G. de la Torre, (La Haya, 1741)
- Prevenciones Divinas Contra la Vana Ydolatria de las Gentes (Libro ii, Contra los Falsos Misterios de las Gentes Advertidas a Ysrael en los Escritos Propheticos) manuscrito
- Explicação Paraphrastica sobre o Capítulo 53 do Propheta Isahias. Feito por hum Curiozo da Nação Hebrea em Amsterdam, em o mez de Tisry anno 5433, manuscrito
- Tratado em que se Explica la Prophesia de las 70 Semanas de Daniel. Em Amsterdam à 6 Febrero anno 1675, una explanación parafrástica de las Setenta semanas del profeta Daniel
- Epístola Invectiva Contra un Judío Philosopho Médico, que Negava la Ley de Mosse, y Siendo Atheista Affectava la Ley de Naturaleza. Este manuscrito es idéntico que Epístola Invectiva Contra Prado, un Philosopho Medico, que Dubitava, o no Creya la Verdad de la Divina Escritura, y Pretendió Encubrir su Malicia con la Affecta Confacion de Dios, y Ley de Natureza, una obra atribuida a Juan de Prado, un médico autor de Picardía que residía en Ámsterdam
- Israel Vengé,, atribuido por un tal Henríquez y originalmente escrito en español (London, 1770). Fue trasladado al inglés por Grace Aguilar (London, 1839)
- Las controversias de Orobio con el predicador holandés Philipp van Limborch fueron publicadas por este último en su obra De Veritate Religionis Christianæ Amica Collatio cum Erudito Judæo, Ámsterdam, 1687

## Fuente
- Josef Kaplan, From Christianity to Judaism: The Life and Work of Isaac Orobio de Castro, Jerusalén, 1982 (hebreo); Oxford, 1989 (inglés); Río de Janeiro, 2000 (portugués); París, 2004 (francés).
- Jewish Encyclopaedia

- Datos: Q472987
- Multimedia: Isaac Orobio de Castro / Q472987